# La Harengère
La Harengère település Franciaországban, Eure megyében. Lakosainak száma 598 fő (2022. január 1.). La Harengère Le Bec-Thomas, Criquebeuf-la-Campagne, Fouqueville és Mandeville községekkel határos.

## Népesség
A település népességének változása:
| Lakosok száma | 208  | 354  | 421  | 500  | 558  | 574  | 595  | 609  | 618  | 598  |
|               | 1968 | 1982 | 1990 | 2006 | 2013 | 2015 | 2017 | 2019 | 2020 | 2022 |